# Fernando Luis Mengo
Fernando Luis Mengo (San Agustín, Córdoba, 20 de junio de 1965) es un militar argentino que se desempeñó como jefe del Estado Mayor General de la Fuerza Aérea (JEMGFA) desde el 9 de enero de 2024 hasta su cese de funciones oficializado el 26 de noviembre de 2024.

## Carrera militar
Egresó de la Escuela de Aviación Militar (EAM) en 1986 con la promoción 52. Obtuvo varias calificaciones y subespecialidades como piloto de ataque/caza bombardero a lo largo de su estadía en diversas bases de la Fuerza Aérea Argentina. Fue agregado de Defensa a la Embajada de Argentina en el Reino Unido, durante el periodo 2016 a 2018, entre otros roles comprendidos en otros períodos.
Fue designado por Javier Milei como jefe del Estado Mayor General de la Fuerza Aérea el 2 de enero de 2024, reemplazando al brigadier Xavier Isaac. Asumió el 9 de enero. Hasta su toma de posesión como jefe del Estado Mayor General de la Fuerza Aérea (JEMGFA), se desempeñó como comandante de Adiestramiento y Alistamiento.
El 17 de julio de 2024 fue promovido por el Poder ejecutivo a brigadier general.
Su carrera se cortó tras una investigación periodística, realizada por Federico Teijeiro, quien reveló el uso de aviones estatales para fines personales, a lo que se sumaban denuncias por acoso y abuso sexual.
Su relevo fue anunciado el 21 de noviembre de 2024 por el ministro de Defensa Luis Petri a través de la red social X. Dos días después se hizo público su reemplazo por el brigadier Gustavo Javier Valverde, designación oficializada por decreto del Poder ejecutivo el día 26.